# Helicoprion
Helicoprion je rod vyhynulé paryby podobné žralokovi. Systematicky patří do řádu Eugeneodontiformes. Téměř všechny fosilní nálezy zastupují spirálovitě uspořádané shluky srostlých zubů, které za života zvířete tvořily spodní čelist. S výjimkou horní a dolní čelisti zůstává podoba zbytku chrupavčité kostry helicopriona neznámá. Fosílie tohoto rodu pocházejí z asi 20 milionů let trvajícího období spodního a středního permu, od stupně artinskian v cisuralu po stupeň voadian v guadalupianu. Nejbližšími žijícími, byť vzdálenými příbuznými helicopriona a dalších zástupců řádu Eugeneodontiformes jsou recentní chiméry. Neobvyklé uspořádání zubů helicopriona snad představovalo adaptaci pro lov kořisti s měkkým tělem, spirály mohly např. napomáhat oddělení schránek některých hlavonožců, jako byli tehdejší čtyřžábří a amoniti. Taxonomická revize z roku 2013 za pomoci morfometrické analýzy zubů uznala jako platné pouze tři druhy rodu Helicoprion: H. davisii, H. bessonowi a H. ergassaminon.
Fosílie helicopriona pocházejí z celého světa, konkrétně z Ruska, Západní Austrálie, Číny, Kazachstánu, Japonska, Laosu, Norska, Kanady, Mexika nebo Spojených států (Idaho, Nevada, Wyoming, Texas, Utah a Kalifornie). Nadpoloviční většina fosilií patří druhu H. davisii a pochází ze souvrství Phosphoria v Idahu. Čtvrtina fosilií patří druhu H. bessonowi a pochází z pohoří Ural v Rusku.